# La Carte des jours
La Carte des jours (titre original : A Map of Days) est un roman de fantasy de l'auteur américain Ransom Riggs. Il s'agit du quatrième volume de la série Miss Peregrine et les Enfants particuliers et de la suite de La Bibliothèque des âmes.

## Résumé
À la suite de l'effondrement de la boucle de la Bibliothèque des âmes, les amis particuliers de Jacob peuvent désormais se rendre dans le présent sans voir le risque de vieillir à cause du temps qui les rattrape. Alors que Jacob est en train de leur enseigner la vie des gens normaux de son temps, il découvre dans un bunker caché sous la maison de son grand-père des notes évoquant son activité après avoir quitté Miss Peregrine et les particuliers. Convaincu que ces notes lui sont destinées, Jacob ainsi qu'un petit groupe de ses amis décident de partir en quête de retrouver les enfants particuliers isolés.